# Ivan Brkanović

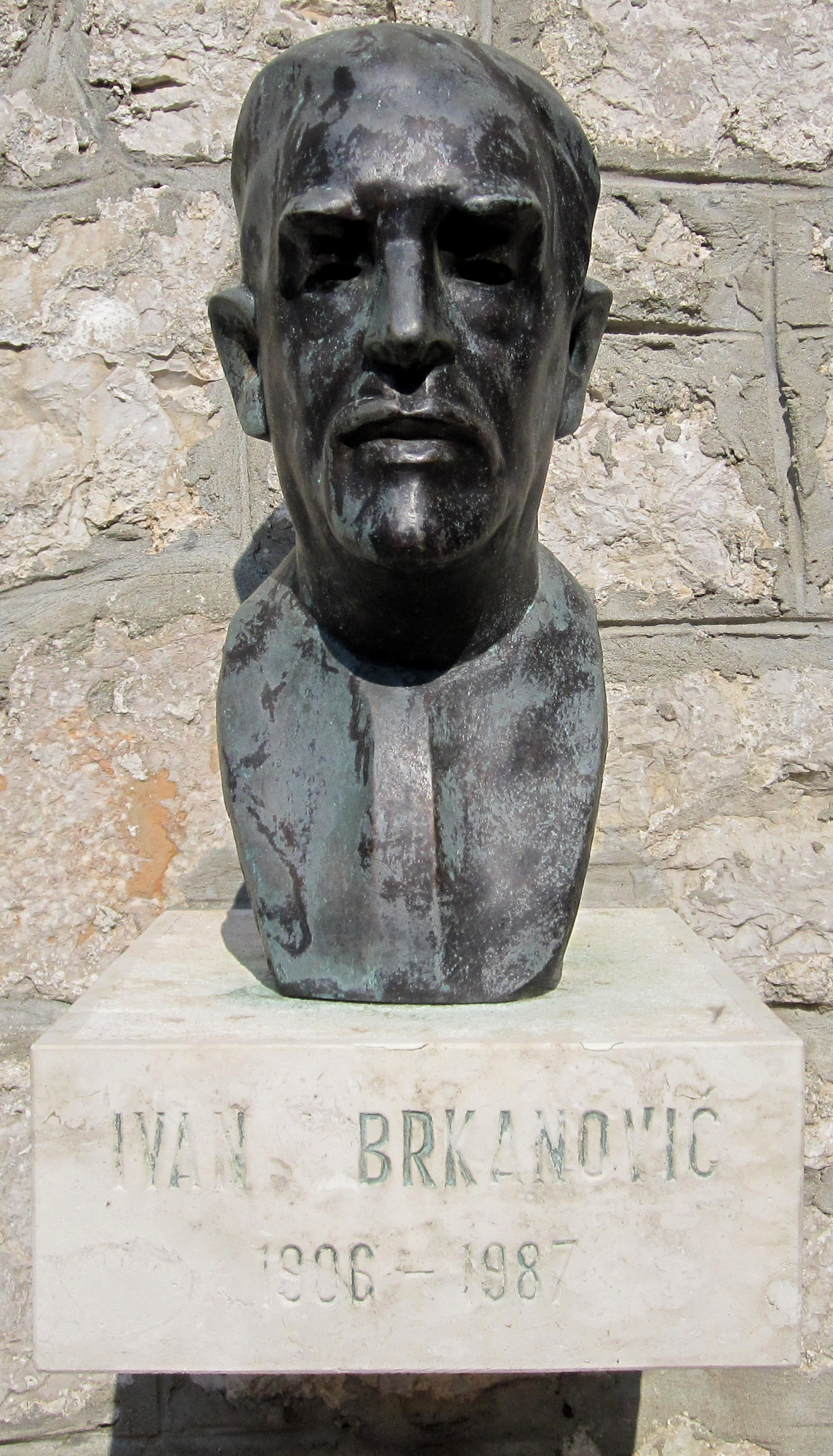
Ivan Brkanovic

Ivan Brkanović (Škaljari, près de Kotor, Monténégro, 27 décembre 1906 - Zagreb, 20 février 1987) est un compositeur croate.

## Biographie
Diplômé de l'Académie de musique de Zagreb, où il est particulièrement marqué par l'enseignement de Blagoje Bersa, il se perfectionne ensuite à la Schola Cantorum à Paris. Chef de chœur, professeur de l'enseignement secondaire, conseiller artistique au Théâtre national croate, directeur de l'orchestre philharmonique de Zagreb et professeur à l'Académie de musique de Sarajevo, il se consacre intensivement à l'édition musicale et préside l'union des compositeurs de Croatie en 1953 et 1954.

## Œuvre
Les références extra-musicales sont constamment présentes dans sa production. Il se réclame ouvertement de l'influence du folklore croate mais, contrairement à nombre de ses collègues d'Europe centrale et orientale au XXe siècle, son art plonge ses racines dans les couches archaïques des traditions musicales de son pays. Après les pièces chorales qui lui valent ses premiers succès, le Triptihon marque un sommet dans sa production : ce rituel funèbre à l'émotion nue, rude et poignante demeure l'une des créations les plus fortes de la musique vocale-symphonique croate. L'inspiration dalmate n'est pas moins présente dans les opéras Équinoxe et L'Or de Zadar.
De mêmes lignes mélodiques sinueuses et pénétrantes habitent le quatuor à cordes no 2 (1939) et la symphonie no 1, dont la veine légendaire et héroïque s'épanouit en fanfares exaltées. À la fois grandiose et concise, considérée par son auteur comme la plus réussie de ses créations orchestrales, la symphonie no 2, pleine de sève, d'une grande fluidité malgré son caractère hiératique, porte aussi la marque des temps d'incertitude et tire des résonances de souffrances anciennes sa gravité, sa force de conviction, sa volonté farouche et sa fragilité. Le début de la symphonie no 4 introduit une douceur archaïque, sereine et raffinée ; elle gagne ensuite en fluidité, en frémissement, puis en nervosité rythmique, sans jamais se départir de sa noblesse rude et attachante et s'achève sur une déploration majestueuse et fervente, basée sur le motif B-A-C-H. L'ultime symphonie no 5, plus ramassée, ombrageuse, aux entrelacs élaborés, aux harmonies polymodales troublées, porte à une forme de classicisme cet univers profondément intègre, puissant mais fuyant tout effet complaisant. Le langage d'Ivan Brkanović devient plus chromatique dans les années 1950 et 1960, comme en témoigne notamment la fresque pour soli, chœurs et orchestre Le serpent vert de l'amour.
Son fils Željko Brkanović est également un compositeur important.

## Compositions

### Opéras
- Ekvinocij (Équinoxe), 1945
- Zlato Zadra (L'Or de Zadar), 1954

### Partitions vocales-symphoniques
- Triptihon (Triptyque), rituel funèbre de tradition populaire, 1936
- Dalmatinski diptihon (Diptyque dalmate"), 1953
- Bosnanska sjećanja, 1961
- Zelena zmija ljubavi (Le serpent vert de l'amour), 1963
- Snatrenje, 1967

### Ballet
- Heloti (Les Hilotes), 1960

### Symphonies
- n° 1, 1935
- n° 2, 1946
- n° 3, 1947
- n° 4, 1948
- n° 5 Ples Junaka (Danse des héros), 1949

### Autres partitions orchestrales
- Zemljo Hrvatska : lik moje puntarske domovine (Croatie, mon pays), 1951
- Concertino pour cordes, 1955
- Sarajevska suita (Suite de Sarajevo), 1957

### Musique de chambre
- Quatuor à cordes n° 1, 1933
- Quatuor à cordes n° 2, 1938